# Makiba monogatari

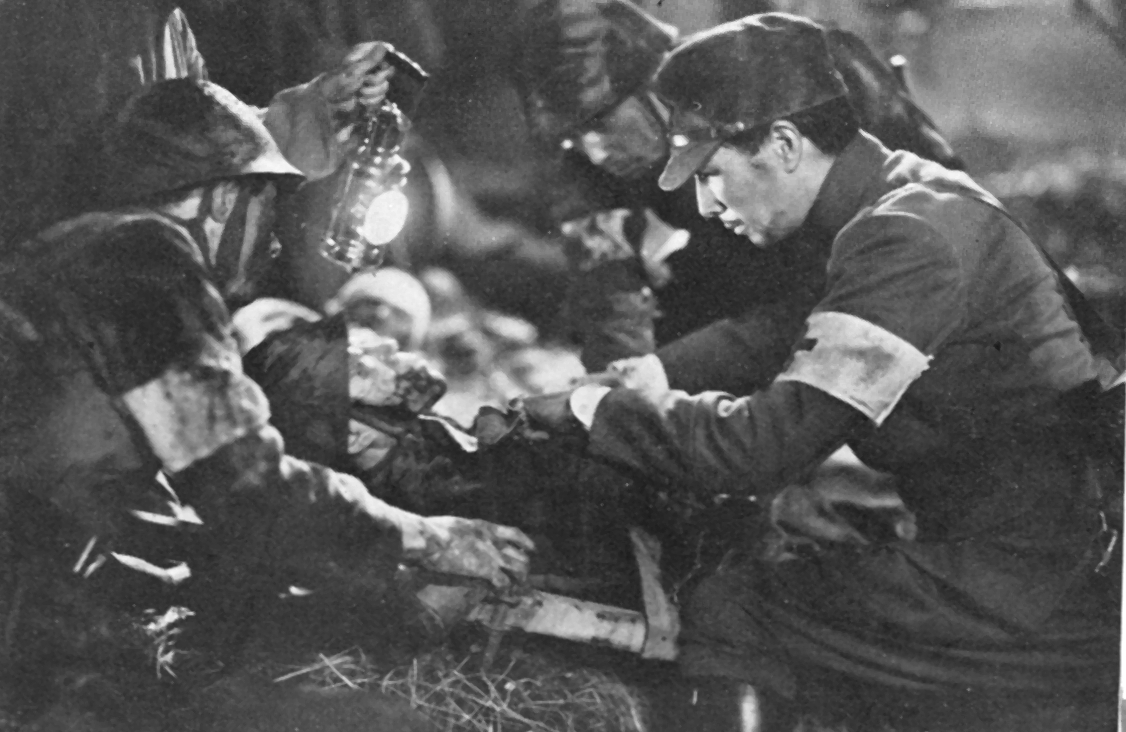
Takata Minoru als Feldscher Dr. Tashiro.

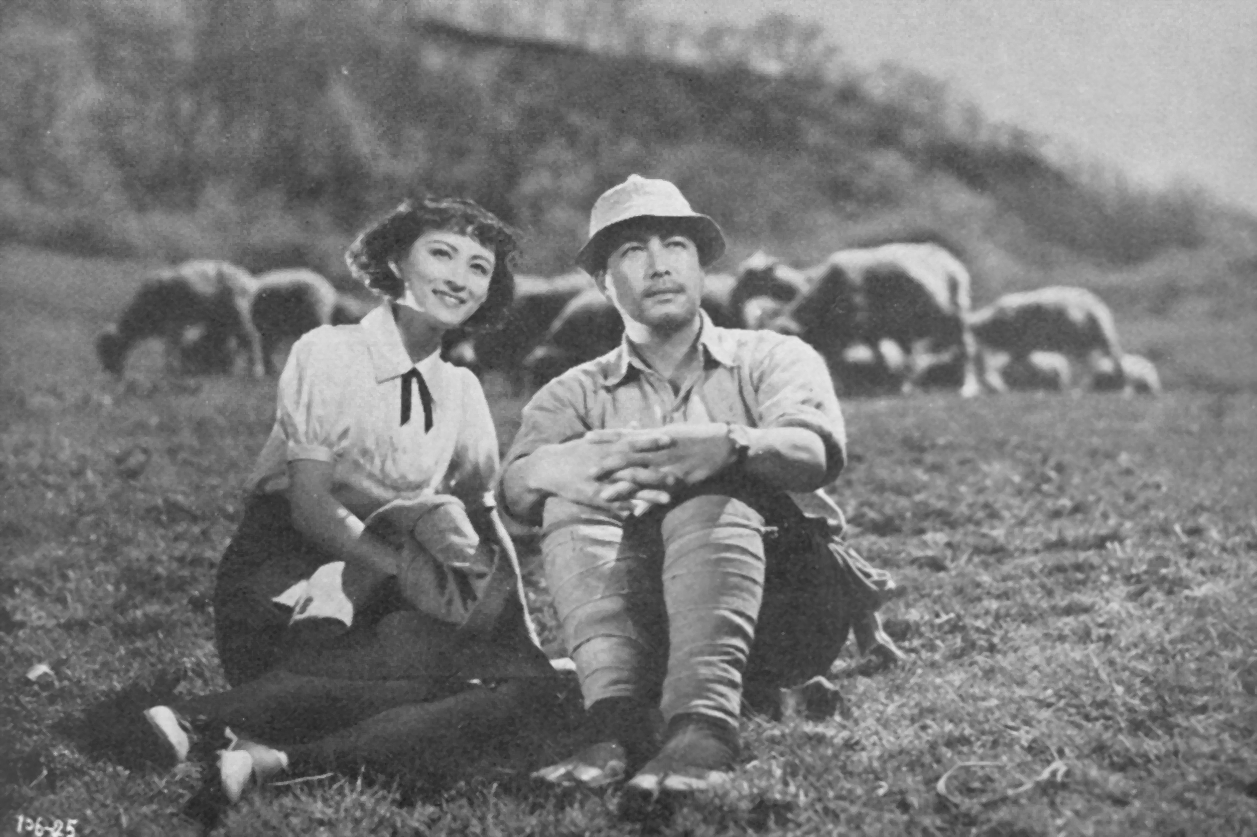
Enami Kazuko als Sekiguchi Kyōko und Ōhinata Den der Hirayama Shigehito spielt.

Makiba monogatari (牧場物語; engl. „Tale of a Pasture“) ist ein im Frühjahr 1938 von Tōhō hergestellter japanischer Propagandafilm, der bald nach Beginn des China-Zwischenfalls, die Notwendigkeit der dortigen Militärintervention deutlich machen soll. Kinostart war am 1. Sept. 1938.

## Handlung
Erzählt wird die Geschichte dreier heroischer, aber verkrüppelter Soldaten, die nach ihrem Kriegseinsatz in das heimische Yamato-mura zurückkehren. Sie sollen im Auftrag eines gefallenen Kameraden zum Wohle der Gemeinschaft eine über dem Ort gelegene Weide wiederherstellen.
Die erste Szene zeigt die drei während der Schlacht, bereits schwer verwundet. Der aus demselben Dorf stammende Dr. Tashiro flickt sie auf dem Weg ins Lazarett ansatzweise zusammen.
Als sie nach Genesung ihren Plan umsetzten wollen, geraten sie dem Geldverleiher und Bösewicht Sekiguchi Motohachi ins Gehege, der die Weide für seine Zwecke nutzen will. Auf Empfehlung eines Rechtsanwaltes besetzten die drei die Weide. Die Männer und Viehhirten des Dorfes unterstützen sie, da „sie wahren japanischen Familiensinn zeigen“, zunächst auch gegen Sekiguchis Schlägertruppe.
Ihre Bemühungen werden jedoch zunächst durch den schlechten Zustand des Landes und eine Rinderseuche zunichtegemacht. Sekiguchi, der von einem geplanten Straßenbau hört, will unbedingt auf der Weide ein Onsen bauen. Durch erneute vermehrte Anstrengung gelingt es den drei behinderten Helden die Rinderzucht und Milchwirtschaft des Dorfes in Gang zu bringen. Shigehito verliebt sich in die Tochter des Geldverleihers, die „reinen Herzens“ ihm schließlich auch hilft. Sekiguchi wird zur Armee eingezogen und zieht mit großem Getöse ab.
Seine finsteren Helfershelfer greifen die drei auf der Weide lebenden noch einmal an. Gerade zu diesem Zeitpunkt kommt es zu einem massiven Erdrutsch, die drei Soldaten gewinnen letztendlich die dauerhafte Kontrolle.
Zum Schluss kommt die Mitteilung von Dr. Tashiro, dass Sengoku, der Rinderhirt, den Heldentod fürs Vaterland gestorben ist.

## Produktion

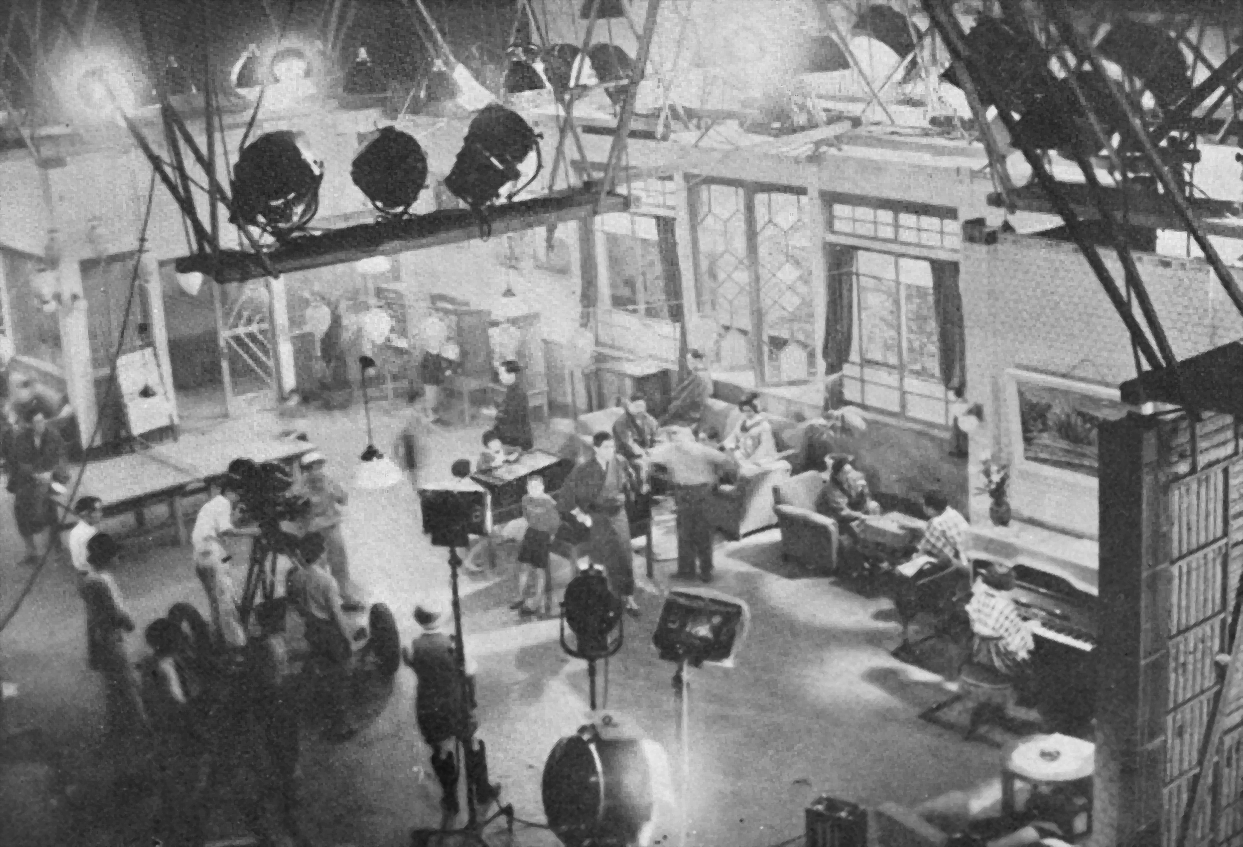
Aufnahmen einer Studioszene, dargestellt ist ein Hotelzimmer in einem Badeort.

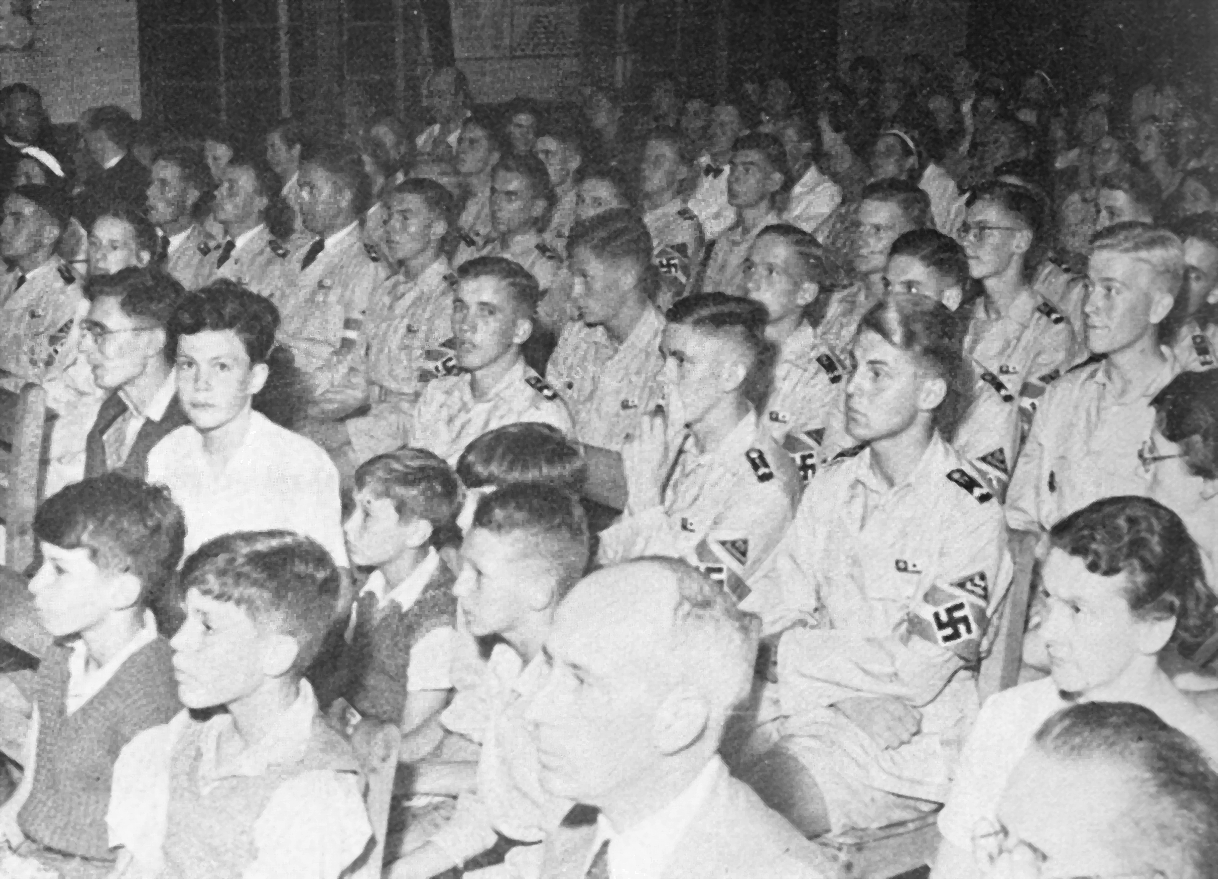
Rund 120 Angehörige der HJ, auf Besuch im japanischen Kurort Karuizawa, besuchen eine Vorschau des Propagandafilms Makiba monogatari am 24. Aug. 1938 in der Stadthalle.

Es handelte sich um eine von der Nippon Bunka Renmei angeregte Auftragsarbeit. Mit den Aufnahmen wurde im Frühjahr 1938 begonnen.
Der Öffentlichkeit vorgestellt wurde das Machwerk vom Präsidenten der Tōhō K.K, Uemura Yasuji in einer Preview mit 2000 geladenen Gästen am 23. Aug. 1938 im tokioter Hibiya-Kino.